# Caracurt, Volodîmîr-Volînskîi
Caracurt (în ucraineană Сусваль, transliterat: Susval) este un sat în comuna Ovadne din raionul Volodîmîr-Volînskîi, regiunea Volînia, Ucraina.

## Demografie
Componența lingvistică a localității Caracurt
     Ucraineană (98,56%)
     Rusă (1,44%)
Conform recensământului din 2001, majoritatea populației localității Caracurt era vorbitoare de ucraineană (98,56%), existând în minoritate și vorbitori de rusă (1,44%).